# Canoë-kayak aux Jeux méditerranéens de 2018
Navigation
2013
Les compétitions de canoë-kayak des Jeux méditerranéens de 2018 ont lieu du 23 juin 2018 au 24 juin 2018  à Tarragone.

## Médaillés
| Épreuve               | Or                                  | Argent                                                | Bronze                                  |
| --------------------- | ----------------------------------- | ----------------------------------------------------- | --------------------------------------- |
| K-1 200 mètres hommes | Carlos Garrote (ESP)                | Marko Dragosavljević (SRB)                            | Maxime Beaumont (FRA)                   |
| K-1 500 mètres hommes | Roi Rodriguez (ESP)                 | Fernando Pimenta (POR)                                | Guillaume Burger (FRA)                  |
| K-2 500 mètres hommes | Espagne Marcus Walz Rodrigo Germade | France Franck Le Moël Guillaume Le Floch Decorchemont | Serbie Ervin Holpert Vladimir Torubarov |
| K-1 200 mètres femmes | Teresa Portela (ESP)                | Sarah Guyot (FRA)                                     | Teresa Portela (POR)                    |
| K-1 500 mètres femmes | Milica Starovic (SRB)               | Joana Vasconcelos (POR)                               | Anja Osterman (SVN)                     |

## Tableau des médailles
Légende
 *  Pays organisateur
| Rang  | Nation   | Or | Argent | Bronze | Total |
| ----- | -------- | -- | ------ | ------ | ----- |
| 1     | Espagne  | 4  | 0      | 0      | 4     |
| 2     | Serbie   | 1  | 1      | 1      | 3     |
| 3     | France   | 0  | 2      | 2      | 4     |
| 4     | Portugal | 0  | 2      | 1      | 3     |
| 5     | Slovénie | 0  | 0      | 1      | 1     |
| Total | Total    | 5  | 5      | 5      | 15    |